# Pedro Pablo Kuczynski
Pour les articles homonymes, voir Kuczynski, Godard et PPK (homonymie).
Pedro Pablo Kuczynski Godard (prononcé en espagnol [ˈpe.ðɾo ˈpa.βlo ku.ˈtʃin.ski ɣo.ˈðarð]), souvent appelé par ses initiales « PPK », est un homme d'État péruvien, né le 3 octobre 1938 à Lima. Il est président de la république du Pérou du 28 juillet 2016 au 23 mars 2018.
Ministre à partir de 1980, il devient en 2005 président du Conseil des ministres, une fonction qu'il occupe pendant onze mois. Il est candidat à l'élection présidentielle de 2011, lors de laquelle il est éliminé au premier tour.
De nouveau candidat à l'élection présidentielle de 2016, sous l'étiquette du parti Péruviens pour le changement, il l'emporte au second tour face à Keiko Fujimori, avec seulement 50,1 % des suffrages exprimés.
À la fin de l’année 2017, il échappe à une procédure de destitution engagé au Congrès de la République, contrôlé par le parti fujimoriste Force populaire, après des accusations de corruption et son implication dans l'affaire Odebrecht au milieu des années 2000. Menacé par une seconde procédure de destitution, il démissionne de son mandat présidentiel à la veille du vote du Congrès. Son vice-président, Martín Vizcarra, lui succède.
En 2019, dans le cadre du scandale Odebrecht, il est arrêté plus placé en résidence surveillée.

## Situation personnelle

### Famille et origines
Son père, Máx Hans Kuczynski, est un médecin allemand, juif, d’ascendance polonaise de Poznań, qui vint au Pérou pour fuir la montée du nazisme. Il s'installa en Amazonie péruvienne avec sa femme, Madeleine Godard, tante du réalisateur franco-suisse Jean-Luc Godard, cousin germain de Pedro Pablo Kuczynski. Il y est directeur de la Léproserie San Pablo, Iquitos.
Pedro Pablo Kuczynski a la double nationalité péruvienne et américaine jusqu'en novembre 2015, date à laquelle il renonce à la nationalité américaine.

### Études et formation
Après avoir passé une partie de son enfance dans l'Amazonie péruvienne où son père travaille, Pedro Pablo Kuczynski étudie dans un internat britannique de Lima et termine ses études dans une école militaire anglaise. Il obtient une bourse pour étudier la philosophie, l'économie et la politique à l’université d'Oxford (au Royaume-Uni). Il fait ensuite des études supérieures d’économie à la Woodrow Wilson School of Public and International Affairs de l’université de Princeton (aux États-Unis).

### Carrière professionnelle
En 1966, il retourne au Pérou et devient conseiller économique du gouvernement démocratique de Belaúnde , ainsi que directeur de la Banque centrale du Pérou. Il est détenu puis exilé par la junte du Gouvernement révolutionnaire des forces armées après le coup d'État du 3 octobre 1968.
Il voyage aux États-Unis, où il fait fortune comme banquier dans les fonds de pension, et devient chef de la planification et de la politique à la Banque mondiale. Il travaille entre 1977 et 1980 en Afrique de l'Ouest, dans le secteur minier et industriel.
En 2012, il estime que sa fortune est supérieure à cinq millions de dollars.

## Ascension politique

### Responsabilités ministérielles
En 1980, Pedro Pablo Kuczynski revient au Pérou et collabore à la campagne électorale de Fernando Belaúnde, qui le nomme ministre de l'Énergie et des Mines.
En 2001, il est nommé ministre de l'Économie et des Finances, puis président du Conseil des ministres par le président Alejandro Toledo. Il est soupçonné par les services anticorruption de l’État péruvien de trafic d'influence dans la négociation de contrats durant cette période à la tête du gouvernement.

### Élection présidentielle de 2011

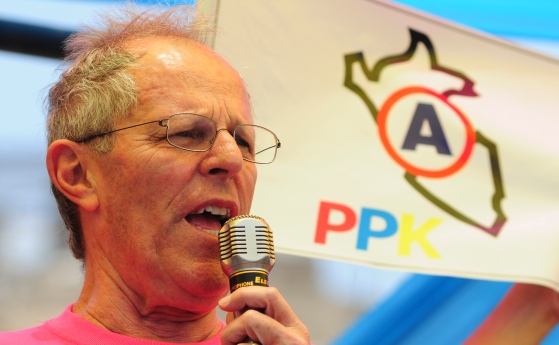
Kuczynski en 2010.

Il est le candidat de l'Alianza por el Gran Cambio à l'élection présidentielle de 2011, où il arrive troisième lors du premier tour, avec 18,5 % des voix. Il est devancé par Ollanta Humala (31,7 %) et Keiko Fujimori (23,5 %), la fille de l'ancien président Alberto Fujimori. Il soutient cette dernière pour le second tour mais le premier l'emporte.

### Élection présidentielle de 2016
Pedro Pablo Kuczynski est le candidat du parti de centre droit Péruviens pour le changement à l'élection présidentielle de 2016. Il est notamment soutenu par le patronat, dont la conférence annuelle (Cade 2015) lui témoigne un taux d'approbation de 84 %, devançant nettement tous les autres candidats. En revanche, il est peu apprécié des populations indigènes pour ses déclarations racistes (il leur reprochait, en 2006, de « ne pas avoir assez d’oxygène dans le cerveau »).
Les résultats le donnent vainqueur de justesse du scrutin, le 5 juin, face à Keiko Fujimori, avec 50,12 %. Sa victoire est proclamée seulement le 12 juin. Alors que sa candidature n'a guère suscité d'enthousiasme pendant la campagne, au cours de laquelle il est perçu comme le représentant de l’élite blanche et du secteur privé, la crainte chez beaucoup d'électeurs d'un retour au pouvoir de la famille Fujimori lui a donné un avantage décisif à la fin de la campagne. Sa campagne pourrait avoir été partiellement financée de façon frauduleuse, par l'entreprise Odebrecht.

## Président de la République

### Exercice du pouvoir

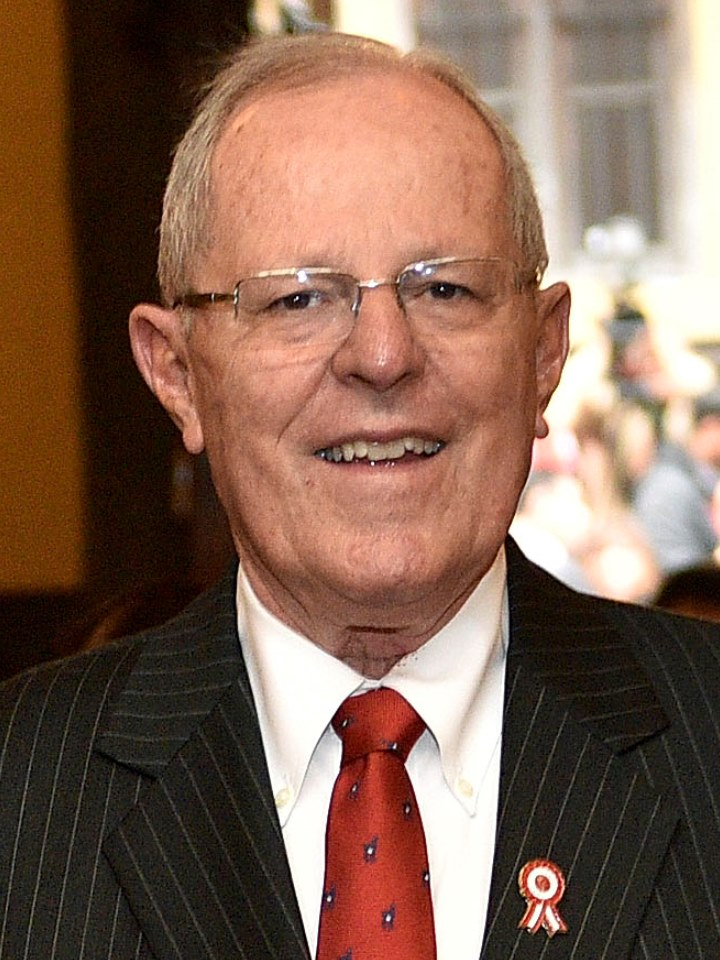
Pedro Pablo Kuczynski en 2016.

Pedro Pablo Kuczynski prend ses fonctions le 28 juillet 2016.
L'exécutif est rapidement confronté à des faits de corruption, qui provoquent la démission de trois conseillers,.

### Procédures de destitution
Pedro Pablo Kuczynski est lui-même mis en cause dans l'affaire de corruption Odebrecht, qui touche plusieurs pays sud-américains. Dans un premier temps, le président avait nié tout lien avec le groupe Odebrecht, mais l'entreprise a reconnu avoir versé, entre 2004 et 2014, 4,8 millions de dollars à Westfield Capital et First Capital Partners, deux sociétés de conseil liées à Kuczynski,.
Le 14 décembre 2017, alors que sa cote de popularité tombe sous les 20 %, le Parlement péruvien, dominé par ses opposants, approuve l'ouverture d'un débat parlementaire sur sa destitution en raison de son enlisement dans le scandale Odebrecht. Les médias et commentateurs prédisent alors sa destitution au vu du nombre de parlementaires ayant voté l'ouverture de la procédure. Les études d'opinion indiquent qu'une majorité de Péruviens sont favorables à son départ,.

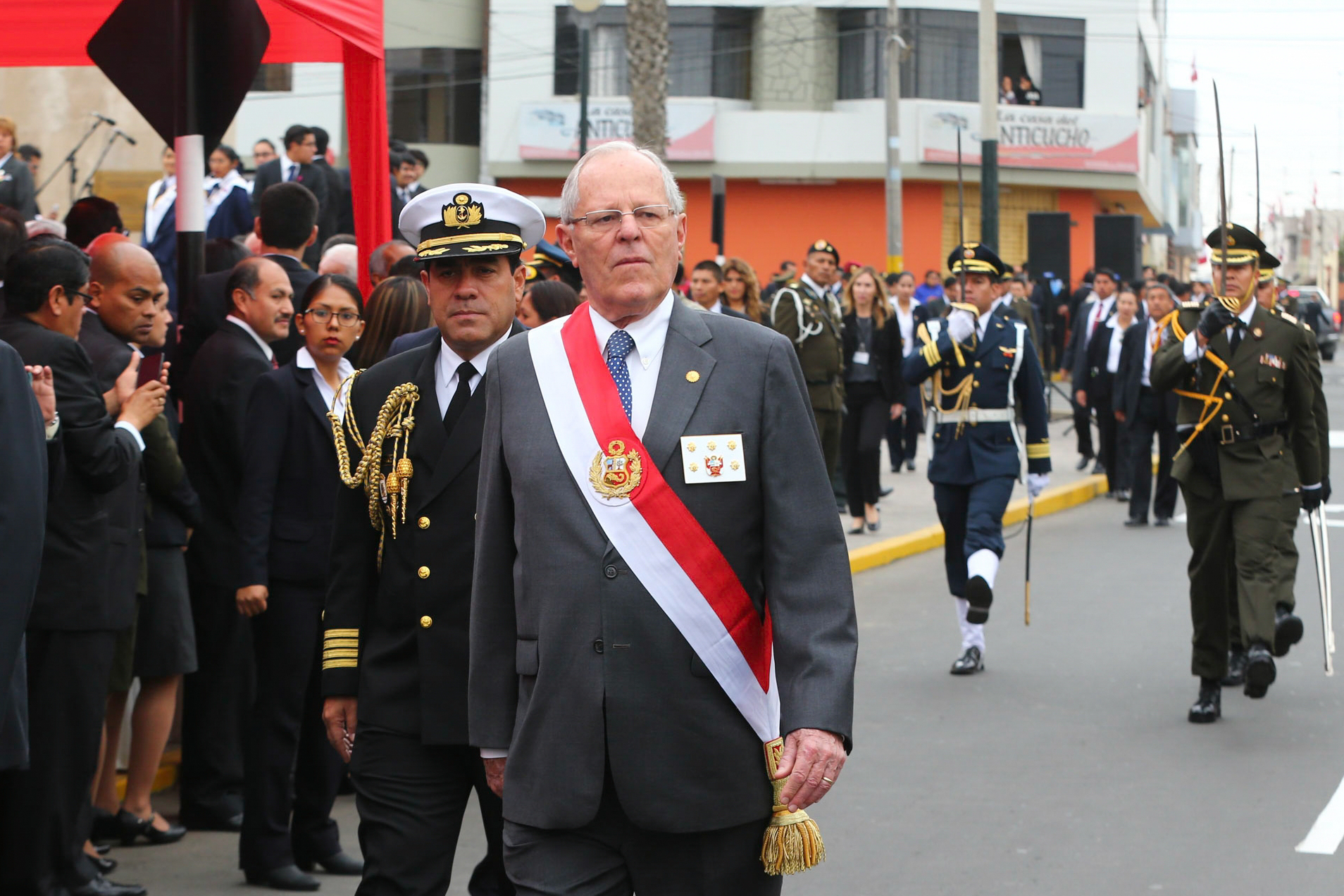
Pedro Pablo Kuczynski en août 2017.

Mais l'opposition échoue à réunir une majorité des deux tiers au Parlement le 21 décembre 2017 : 79 parlementaires se prononcent pour la destitution, 19 votent contre et 21 s'abstiennent. Ce résultat inattendu s'expliquerait notamment par la menace des deux vice-présidents, Martín Vizcarra et Mercedes Aráoz, de démissionner, ce qui aurait entraîné des élections générales anticipées et donc le risque pour les différents partis présents au Parlement de perdre les élections,.
Le 24 décembre 2017, trois jours après avoir échappé à la destitution, il gracie l'ancien président Alberto Fujimori. Il avait pourtant promis pendant sa campagne présidentielle de ne pas procéder à une telle grâce en cas d'élection. Pour justifier sa décision, critiquée par des familles des victimes de la dictature Fujimori, il reconnaît que l'ancien président est certes responsable de répressions, mais affirme qu'il a aussi contribué à rétablir la stabilité économique et que la grâce constitue un acte de clémence à l'égard d'un homme âgé et malade. Le 27 décembre 2017, en réaction à cette décision, le ministre de la Culture présente sa démission et trois députés quittent le parti au pouvoir. Les partis de gauche, qui se sont abstenus lors du vote sur la destitution, critiquent vivement la décision. Le 30 décembre 2017, dans un manifeste, quelque 230 auteurs, dont le prix Nobel de littérature 2011 Mario Vargas Llosa, dénoncent la grâce et accusent Kuczynski de l'avoir effectuée en échange de son maintien au pouvoir par l'abstention d'une partie des fujimoristes. Le 4 janvier 2018, c'est au tour du ministre de la Défense Jorge Nieto, issu d'un parti de gauche, de présenter sa démission. Le 3 octobre 2018, le juge Hugo Nuñez annule la grâce et ordonne l'arrestation de Fujimori. La justice péruvienne souligne qu'un accord avait été conclu avec Kenji Fujimori, qui s'était engagé à convaincre des députés de ne pas voter la destitution du chef de l’État si celui-ci graciait son père,.

### Démission

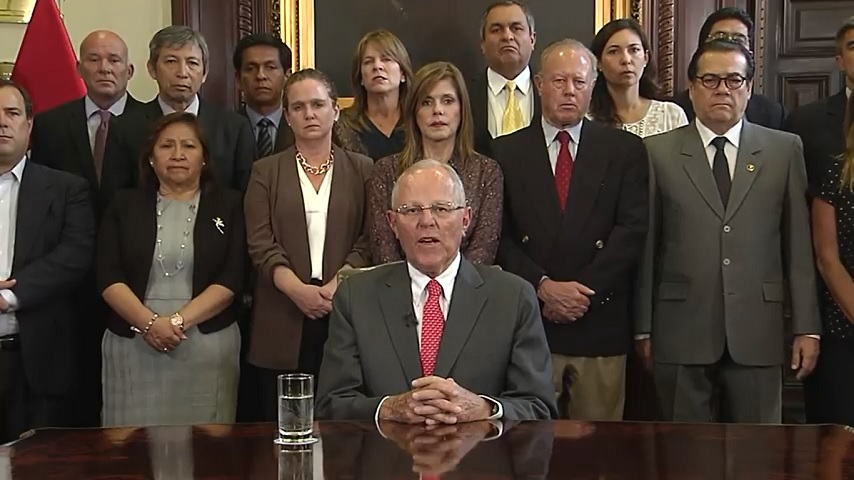
Le président Kuczynski annonçant sa démission lors d'une allocution télévisée (21 mars 2018).

Dans le cadre d'une seconde procédure de destitution, un nouveau vote visant à le destituer est prévu pour le 22 mars 2018. Pedro Pablo Kuczynski, qui avait déclaré auparavant qu'une possible destitution serait un « coup d'État », déclare qu'il « n'abandonne pas […] parce que [sa] mission n'est pas terminée », puis dénonce des « injustices ». 
Il présente finalement sa démission le 21 mars 2018, alors que l'opposition aurait recueilli le nombre de suffrages nécessaires à sa destitution. La veille, l'opposition fujimoriste avait produit des vidéos attestant d'achats de voix lors de la première procédure.
Le 23 mars 2018, le Congrès accepte sa démission. Le premier vice-président Martín Vizcarra lui succède.

## Après la présidence
Au lendemain de son départ du pouvoir, le 24 mars 2018, ses résidences sont perquisitionnées et la justice lui interdit de quitter le pays.

### Accusations de corruption et collusion
Le 10 avril 2019, il est arrêté pour corruption, et placé en détention provisoire pour une durée de 10 jours. Une semaine plus tard, il est hospitalisé pour des problèmes de tension. Le 19 avril, sa détention est prolongée de trois ans, mais il n'est pas incarcéré. Opéré en urgence le 27 avril afin de recevoir un stimulateur cardiaque, il est assigné à résidence à sa sortie de l'hôpital, le 2 mai. En novembre 2019, il est pris en charge médicale brièvement pour une arythmie cardiaque,. 
En janvier 2020, le parquet chargé de l'opération Lava Jato exige de Pedro Pablo Kuczynski et d'autres personnalités accusées de blanchiment le versement de 4,4 millions de  à titre de réparation civile en faveur de l'État péruvien. Plus tard dans l'année, l'ex-président est accusé de collusion présumée dans le cas de la construction de la voie IIRSA Norte.

### Pandora Papers
En octobre 2021, son nom apparaît dans les Pandora Papers.
Le Consortium international de journalistes d'investigation (ICIJ) révèle qu’il a créé le 2 juillet 2004, via l’OMC Group, dans le paradis fiscal des îles Vierges britanniques, une société offshore, DAM Ltd, pour gérer deux grandes propriétés immobilières, alors qu'il était ministre de l'Économie et des Finances. DAM Ltd possède les deux propriétés de Kuczynski au Pérou, et l'ICIJ indique que l'entreprise souhaitait également fournir des services de conseil financier. Les Pandora Papers montrent aussi que l'OMC Group a fourni des services à l'entreprise par Kuczynski jusqu'en novembre 2013. Selon le département d'État chargé du dossier, DAM Ltd pourrait être « une clé » pour comprendre plusieurs affaires liées à Kuczynski car les bénéfices suspectés d'être illégaux des transactions de Kuczynski avec Odebrecht venaient justement de cette société de gestion de fonds, qui intéresse donc l'enquête de l'équipe spéciale de Lava Jato.
Au Pérou, le procureur spécial chargé de l'enquête sur l'affaire de corruption baptisée « Car Wash » annonce vouloir réinterroger Pedro Pablo Kuczynski pour clarifier le rôle de l'entreprise offshore qu'il a créée quand il était ministre de l'Économie et qu’il n’a jamais inclus dans ses déclarations de patrimoine.